# Agencia Informativa Católica Argentina
La Agencia Informativa Católica Argentina (AICA) es el órgano de difusión del episcopado católico argentino. Como servicio informativo publica todas las semanas un boletín con información y actualizaciones acerca de lo que pasa en la Iglesia católica y el mundo.

## Historia
AICA fue fundada por la "Conferencia Episcopal Argentina", en Asamblea Plenaria, en diciembre de 1955. Y el 11 de junio de 1956 sale el primer número de su boletín semanal. La idea de la creación de AICA nace en la posibilidad de hacer oír su voz. 
En noviembre de 1969, los obispos la transfieren al Arzobispado de Buenos Aires, con el compromiso de que su servicio sería para el Episcopado y continuando una obra de la Iglesia argentina. 
Comenzó como "servicio a periódicos, revistas y boletines parroquiales y diocesanos, radios AM y FM", y con el adelanto informático, cuenta con un importante número de suscriptores que buscan la información específica. 
Las noticias del "Servicio Diario", sintéticamente, se transmiten de lunes a viernes, en un servicio gratuito. 
Cuenta con su sitio de internet, creado en 1996; y semanalmente publica el "Boletín AICA".

## Membresias
AICA es miembro del Consejo Directivo de la Federación Internacional de Agencias Católicas (FIAC) que agrupa a 20 agencias similares; y de la Unión Católica Latinoamericana de Prensa (UCLAP). A través de ellas es miembro de la Unión Católica Internacional de Prensa (UCIP).